# محرشفة ضئيلة
المحرشفة الضئيلة (الاسم العلمي: Hymenolepis diminuta) هي نوع من الحيوانات تتبع جنس المحرشفة من فصيلة المحرشفات. هذا النوع يسبب داء المحرشفات.